# Štitari (Cetinje)
Pour les articles homonymes, voir Štitari.
Štitari (en serbe cyrillique : Штитари) est un village du sud du Monténégro, dans la municipalité de Cetinje.

## Démographie

### Évolution historique de la population[1]
| 1948 | 1953 | 1961 | 1971 | 1981 | 1991 | 2003 |
| ---- | ---- | ---- | ---- | ---- | ---- | ---- |
| 313  | 347  | 339  | 224  | 137  | 53   | 41   |